# Campeonato Europeo de Biatlón de 2007
El XIV Campeonato Europeo de Biatlón se celebró en la localidad de Bansko (Bulgaria) entre el 19 y el 25 de febrero de 2007 bajo la organización de la Unión Internacional de Biatlón (IBU).

## Calendario
| Día   | Hora* | Evento                | Tipo |
| ----- | ----- | --------------------- | ---- |
| 19.02 | 19:15 | Ceremonia de apertura |      |
| 20.02 | 10:30 | 20 km ind.            | M    |
| 20.02 | 14:15 | 15 km ind.            | F    |
| 21.02 |       | Día de entrenamiento  |      |
| 22.02 | 10:45 | 10 km sprint          | M    |
| 22.02 | 14:15 | 7,5 km sprint         | F    |
| 23.02 |       | Día de entrenamiento  |      |
| 24.02 | 10:00 | 12,5 km persecución   | M    |
| 24.02 | 15:15 | 10 km persecución     | F    |
| 25.02 | 12:30 | Relevos 4 × 7,5 km    | M    |
| 25.02 | 15:15 | Relevos 4 × 6 km      | F    |

- (*) -  hora local de Bansko (UTC +2)

## Resultados

### Masculino
| Evento              | Oro                                                                                    | Plata                                                                                    | Bronce                                                                                               |
| ------------------- | -------------------------------------------------------------------------------------- | ---------------------------------------------------------------------------------------- | --- |
| 10 km velocidad     | Tomasz Sikora · Polonia · 24:04,4                                                      | Jaroslav Soukup · República Checa · 24:34,1                                              | Tobias Eberhard · Austria · 25:17,9                                                                  |
| 20 km individual    | Egil Gjelland · Noruega · 50:11,7                                                      | Hans Martin Gjedrem · Noruega · 50:16,5                                                  | Olexi Korobeinikov · Ucrania · 50:29,2                                                               |
| 12,5 km persecución | Tomasz Sikora · Polonia · 31:33,5                                                      | Ilmārs Bricis Letonia 32:59,7                                                            | Egil Gjelland · Noruega · 33:16,7                                                                    |
| Relevos 4 × 7,5 km  | Alemania · Daniel Graf · Christoph Knie · Carsten Pump · Jörn Wollschläger · 1:13:56,1 | Noruega · Alexander Os · Hans Martin Gjedrem · Magne Rønning · Egil Gjelland · 1:14:08,1 | Bielorrusia · Serguei Novikov · Alexandr Syman · Rustam Valiulin · Vladimir Miklashevski · 1:15:23,5 |

### Femenino
| Evento            | Oro                                                                                                | Plata                                                                                 | Bronce                                                                                             |
| ----------------- | -------------------------------------------------------------------------------------------------- | ------------------------------------------------------------------------------------- | -------------------------------------------------------------------------------------------------- |
| 7,5 km velocidad  | Daria Domracheva · Bielorrusia · 25:09,2                                                           | Viktoriya Semerenko · Ucrania · 25:45,3                                               | Olga Kudrashova · Bielorrusia · 25:50,2                                                            |
| 15 km individual  | Oxana Yakovlieva · Ucrania · 53:20,3                                                               | Liudmila Ananka · Bielorrusia · 53:27,6                                               | Magdalena Gwizdoń · Polonia · 53:35,4                                                              |
| 10 km persecución | Olga Kudrashova · Bielorrusia · 28:18,8                                                            | Ute Niziak · Alemania · 29:36,4                                                       | Irina Nikulchina Bulgaria 29:48,4                                                                  |
| Relevos 4 × 6 km  | Bielorrusia · Nadezhda Skardino · Olga Kudrashova · Liudmila Ananka · Daria Domracheva · 1:07:58,4 | Alemania · Jenny Adler · Stephanie Müller · Ute Niziak · Sabrina Buchholz · 1:08,29,9 | Ucrania · Oxana Yakovlieva · Olena Petrova · Viktoriya Semerenko · Valentyna Semerenko · 1:09:44,1 |

## Medallero
| Núm. | País            | Oro | Plata | Bronce | Total |
| ---- | --------------- | --- | ----- | ------ | ----- |
| 1    | Bielorrusia     | 3   | 1     | 2      | 6     |
| 2    | Polonia         | 2   | 0     | 1      | 3     |
| 3    | Noruega         | 1   | 2     | 1      | 4     |
| 4    | Alemania        | 1   | 2     | 0      | 3     |
| 5    | Ucrania         | 1   | 1     | 2      | 4     |
| 6    | Letonia         | 0   | 1     | 0      | 1     |
| 6    | República Checa | 0   | 1     | 0      | 1     |
| 8    | Austria         | 0   | 0     | 1      | 1     |
| 8    | Bulgaria        | 0   | 0     | 1      | 1     |
|      | TOTAL           | 8   | 8     | 8      | 24    |